# Order Lwa Finlandii
Order Lwa Finlandii (fiń. Suomen Leijonan ritarikunta, szw. Finlands Lejons orden) – fińskie odznaczenie za wybitne zasługi nadawane od 1942.

## Historia
Order został ustanowiony 11 września 1942 przez prezydenta Risto Ryti z inicjatywy głównodowodzącego fińskimi siłami zbrojnymi w czasie II wojny światowej, marsz. Mannerheima, który chciał uniknąć zbyt wielu nadań wyższych odznaczeń fińskich, orderów Krzyża Wolności i Białej Róży. Nadawany jest obywatelom Finlandii i cudzoziemcom za wybitne zasługi cywilne, zaś w czasie wojny można go otrzymać również za zasługi wojenne. Wielkim Mistrzem orderu jest prezydent Finlandii, a świętem orderowym 6 grudnia – Dzień Niepodległości Finlandii. Order posiada pięć klas według znanego schematu Legii Honorowej, od Wielkiego Krzyża do Kawalera, dwie kategorie, cywilną i wojskową, a także Medal Pro Finlandia, ustanowiony 10 grudnia 1943, zajmujący w wewnętrznej hierarchii orderu wysokie miejsce zaraz po Krzyżu Komandorskim, nadawany za osiągnięcia artystyczne i literackie, oraz Krzyż Zasługi, nadawany osobom cywilnym i podoficerom.

## Podział na klasy i stopnie
- Krzyż Wielki (suurristi)
- Krzyż Komandorski I Klasy (I luokan komentajamerkki)
- Krzyż Komandorski (komentajamerkki)
- Medal Pro Finlandia (Pro Finlandia -mitali)
- Krzyż Kawalerski I Klasy (I luokan ritarimerkki)
- Krzyż Kawalerski (ritarimerkki)
- Krzyż Zasługi (ansioristi)

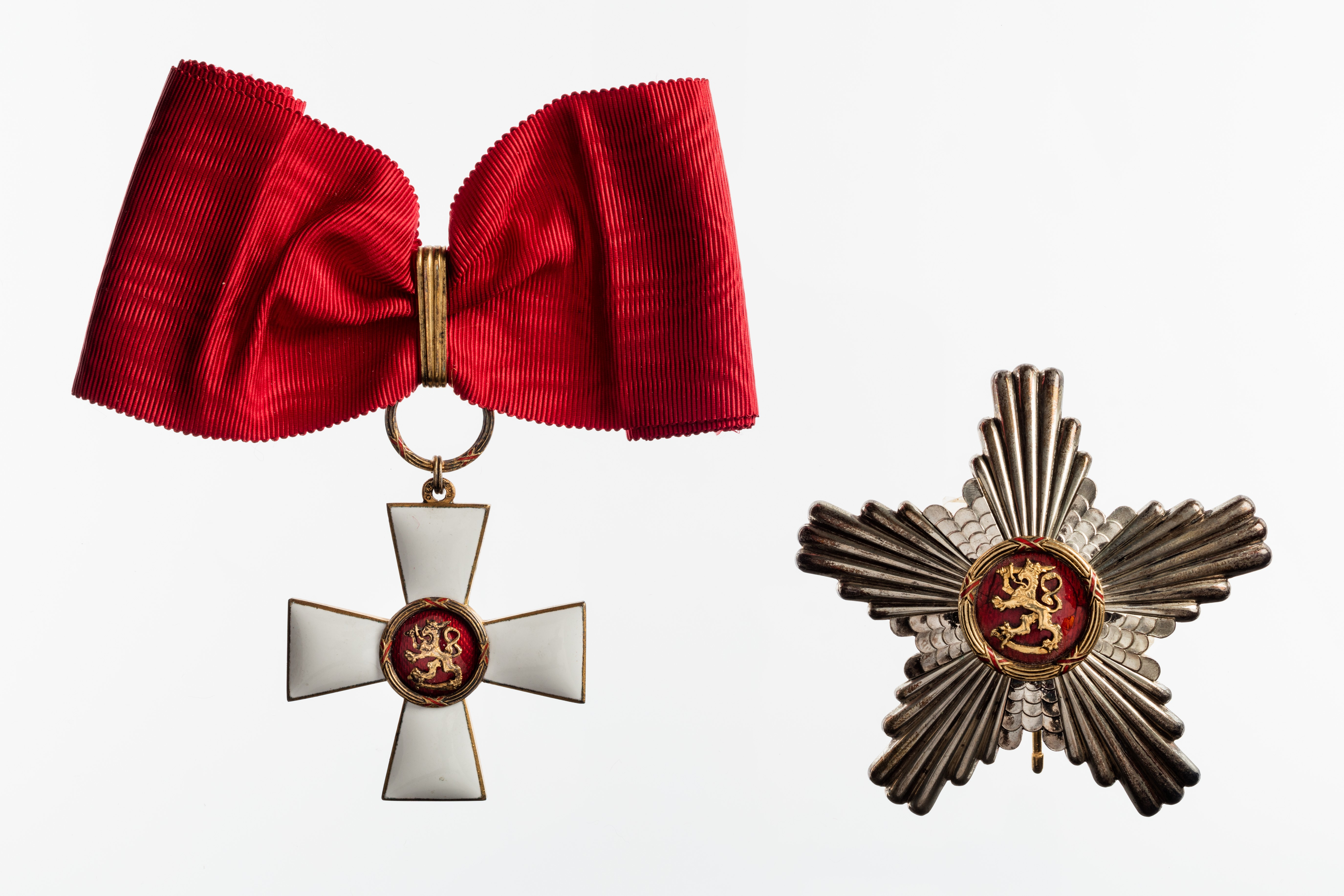
Krzyż Komandorski I Klasy z Gwiazdą
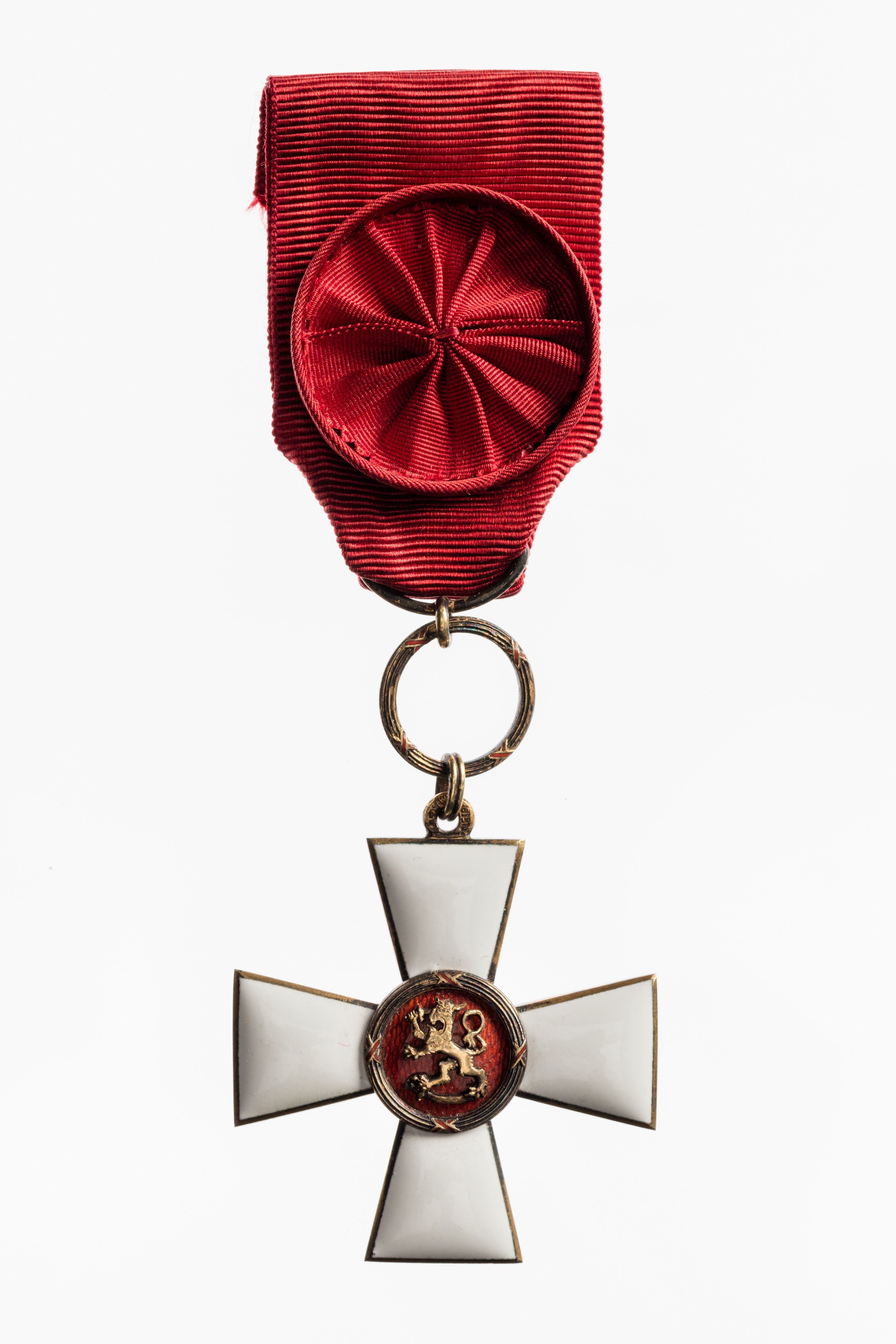
Krzyż Kawalerski I Klasy
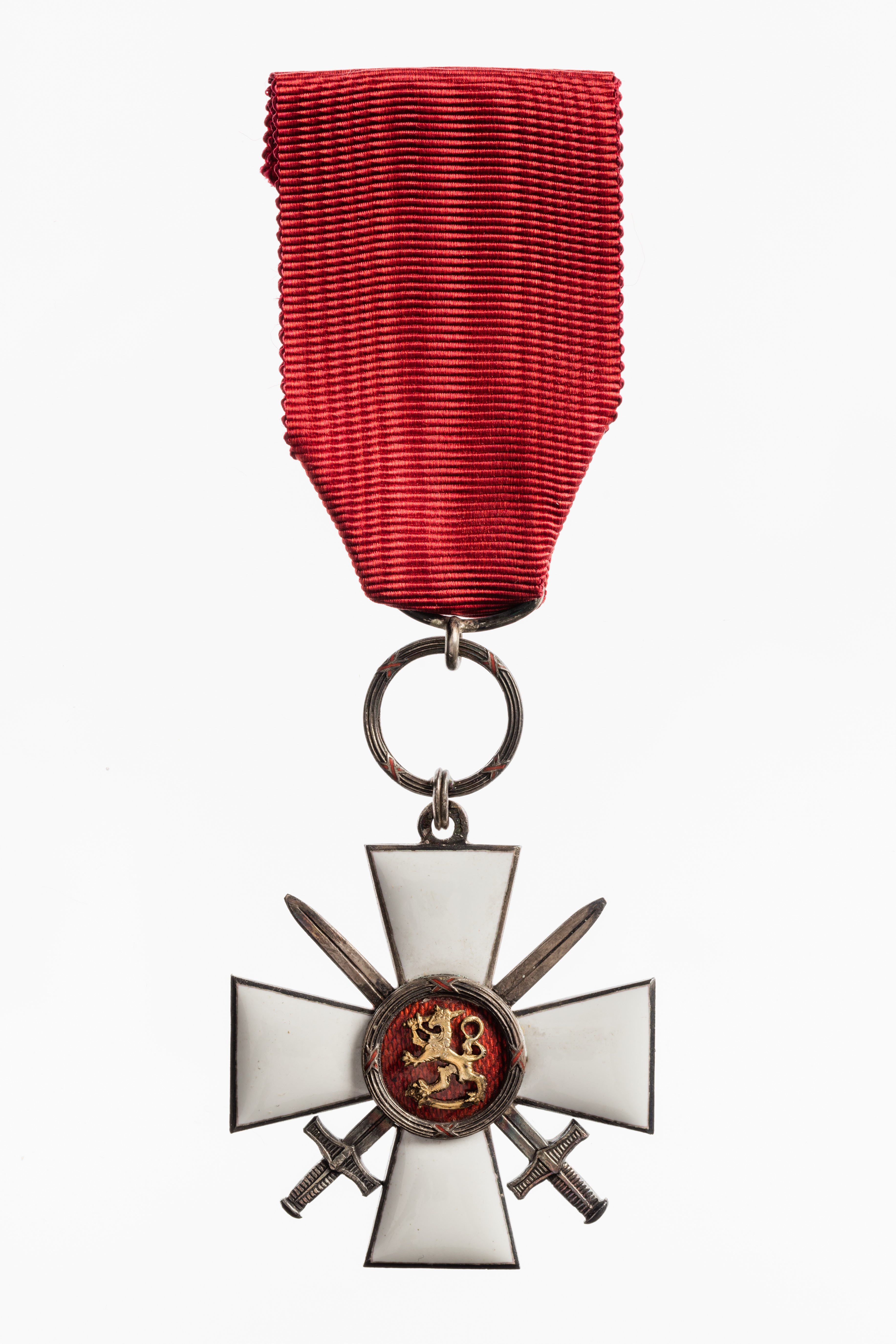
Krzyż Kawalerski z Mieczami
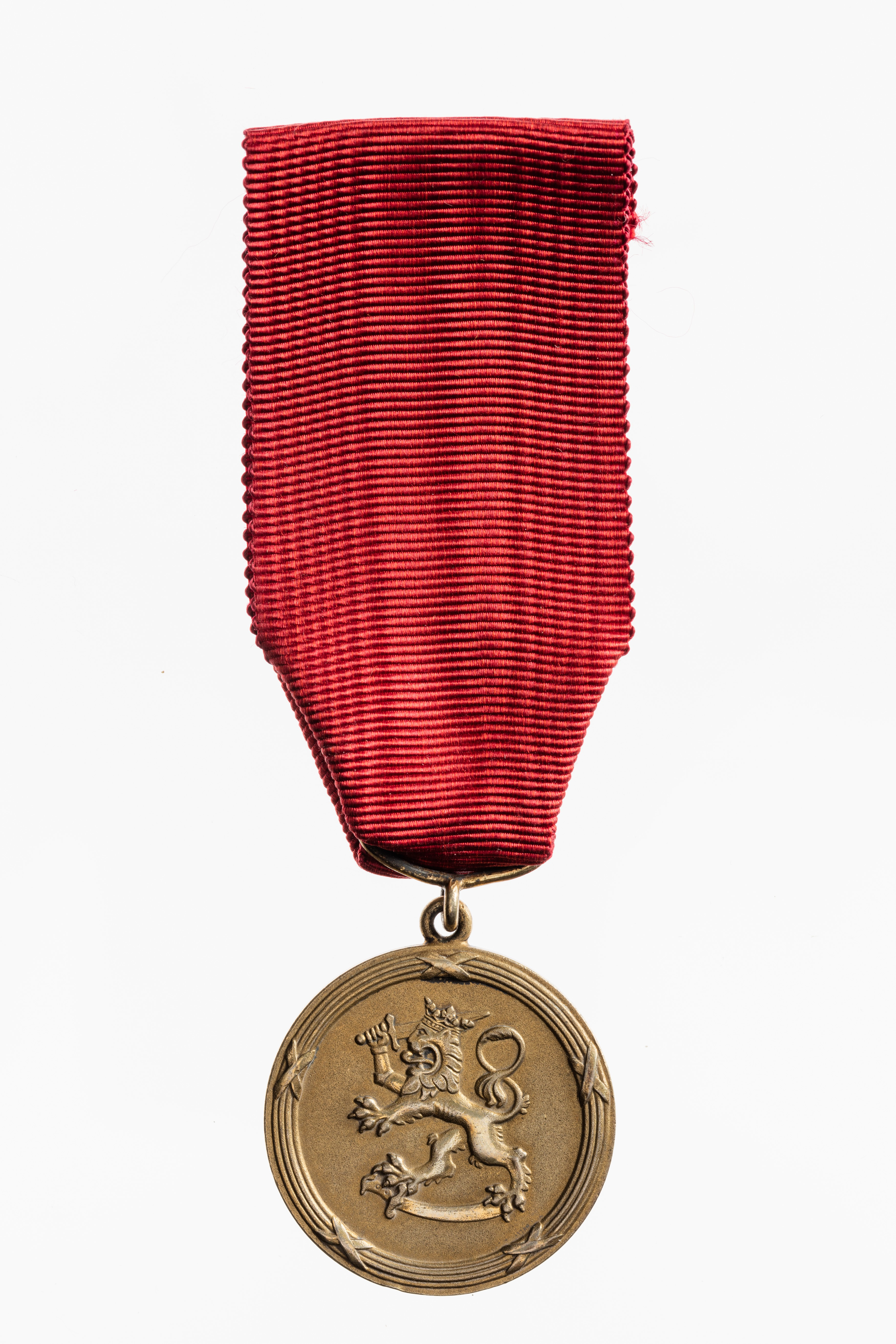
Medal Pro Finlandia

## Insygnia
Insygnia orderu to oznaka, gwiazda (dla dwóch najwyższych klas) oraz medal Pro Finlandia. Oznaką jest emaliowany na biało krzyż kawalerski ze złotym (w V. klasie srebrnym) obramowaniem. W emaliowanym na czerwono medalionie awersu widzimy kroczącego na prawo lwa z godła państwowego Finlandii. Rewers oznaki jest gładki, nieemaliowany.
Gwiazda Krzyża Wielkiego jest srebrna, pięcioramienna, położona na złotym kole, w środku nosi medalion środkowy oznaki z lwem Finlandii. Nieco mniejsza gwiazda Krzyża Komandorskiego I klasy jest cała srebrna. Krzyż Zasługi orderu posiada identyczną oznakę jak krzyże orderu, lecz srebrną i nieemaliowaną. Kategoria wojskowa posiada skrzyżowane złote miecze umieszczone między ramionami krzyża lub pod medalionem gwiazdy. Order nie ma łańcucha. Medal Pro Finlandia ma na awersie lwa Finlandii, a na rewersie napis "PRO FINLANDIA" oraz miejsce na wygrawerowanie nazwiska osoby odznaczonej. Order noszony jest na ciemnoczerwonej wstędze według schematu większości pięcioklasowych odznaczeń europejskich, medal i krzyż zasługi na tej samej wstędze.